# Lasionycta orientalis
Lasionycta orientalis là một loài bướm đêm thuộc họ Noctuidae. Nó được tìm thấy ở Tajikistan và Kyrgyzstan.